# Municipio de Victoria (Illinois)
El municipio de Victoria (en inglés: Victoria Township) es un municipio ubicado en el condado de Knox en el estado estadounidense de Illinois. En el año 2010 tenía una población de 379 habitantes y una densidad poblacional de 4,12 personas por km².

## Geografía
El municipio de Victoria se encuentra ubicado en las coordenadas 41°0′53″N 90°2′50″O / 41.01472, -90.04722. Según la Oficina del Censo de los Estados Unidos, el municipio tiene una superficie total de 91.93 km², de la cual 90.59 km² corresponden a tierra firme y (1.45 %) 1.33 km² es agua.

## Demografía
Según el censo de 2010, había 379 personas residiendo en el municipio de Victoria. La densidad de población era de 4,12 hab./km². De los 379 habitantes, el municipio de Victoria estaba compuesto por el 99.21 % blancos, el 0 % eran afroamericanos, el 0.53 % eran amerindios, el 0 % eran asiáticos, el 0 % eran isleños del Pacífico, el 0 % eran de otras razas y el 0.26 % pertenecían a dos o más razas. Del total de la población el 0.79 % eran hispanos o latinos de cualquier raza.